# North American FJ-4 Fury
El North American FJ-4 Fury fue un cazabombardero embarcado de la Armada y Cuerpo de Marines de los Estados Unidos. Desarrollo final de un linaje que incluye al F-86 Sabre de la Fuerza Aérea, el FJ-4 compartía su esquema general y motor con el anterior FJ-3, pero presentaba un diseño de ala enteramente nuevo y un diseño muy diferente de su materialización final.

## Diseño y desarrollo

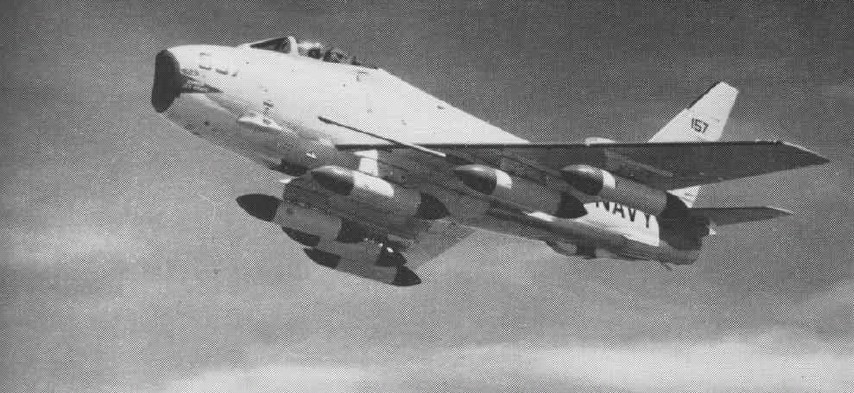
Un FJ-4B con seis contenedores de cohetes.

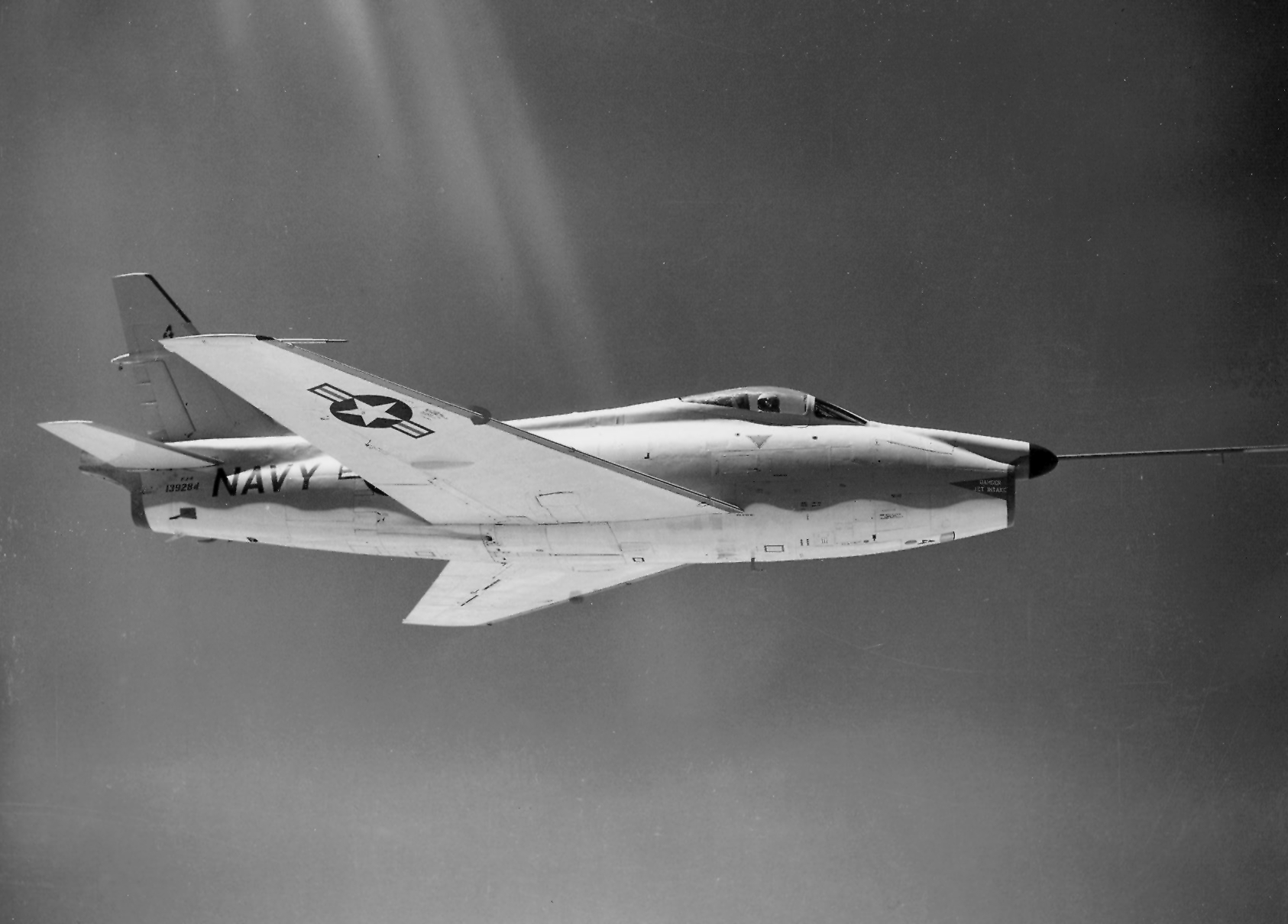
Prototipo del FJ-4F con motor cohete adicional.

Comparada con la del FJ-3, la nueva ala del FJ-4 era mucho más delgada, con una proporción espesor-cuerda del 6 %, y presentaba paneles de recubrimiento fresados a partir de placas de aleación sólidas. También poseía una superficie incrementada y una forma trapezoidal más aguzada hacia las puntas alares. Una ligera inclinación detrás del borde de ataque mejoraba las características a baja velocidad. El diseño del tren de aterrizaje principal tuvo que ser considerablemente modificado para recoger rueda y pata dentro de los contornos de la nueva ala. El ancho de vía de las ruedas principales fue incrementado y, debido a que estaba más cerca del centro de gravedad, existía menos peso en la rueda de morro. El plegado de las alas estaba limitado a los paneles alares externos.
El FJ-4 fue diseñado como interceptor todotiempo, un papel que requería un considerable alcance con el combustible interno. El FJ-4 tenía un 50 % más de capacidad de combustible que el FJ-3, y fue aligerado omitiendo blindaje y reduciendo la capacidad de munición. La nueva ala era “húmeda”; o sea, proporcionaba almacenamiento de combustible de forma integral. El fuselaje fue alargado para añadir más combustible, y tenía una distintiva cubierta trasera de tipo “razorback”. Una cabina modificada permitía que el piloto estuviese más cómodo durante las misiones más largas. Las superficies de cola también fueron muy modificadas y tenían un perfil más delgado. Los cambios generales resultaron en un avión que tenían poco en común con los modelos anteriores, aunque todavía estaba presente un parecido familiar. Los dos prototipos tenían el mismo motor Wright J65-W-4 que el FJ-3, pero los aviones de producción llevaban el J65-W-16A de 34 kN (7700 lbf) de empuje.
El primer FJ-4 voló el 28 de octubre de 1954 y las entregas comenzaron en febrero de 1955.
Del encargo original de 221 aparatos, los últimos 71 fueron modificados a la versión cazabombardero FJ-4B. Tenía un ala reforzada con seis soportes subalares en lugar de cuatro, y un tren de aterrizaje reforzado. Frenos aerodinámicos adicionales bajo el fuselaje trasero hacían el aterrizaje más seguro, permitiendo a los pilotos usar mayores ajustes de empuje, y también eran útiles para los ataques en picado. La carga externa fue doblada. Sin embargo, la característica más importante del FJ-4B era su capacidad de llevar un arma nuclear en el soporte interior de babor. Estaba equipado con el LABS o Sistema de Bombardeo a Baja Altitud para lanzar armas nucleares. La Armada estaba ansiosa por mantener un papel nuclear en su rivalidad con la Fuerza Aérea, y equipó 10 escuadrones con FJ-4B. También fue volado por tres escuadrones de los Marines. En abril de 1956, la Armada encargó 151 FJ-4B más, llevando la producción a un total de 152 FJ-4 y 222 FJ-4B.
La Armada ordenó que seis FJ-4 se convirtieran en FJ-4F para probar motores cohete, pero sólo dos fueron completados. Presentaban el motor North American Rocketdyne AR-1, instalado en un carenado encima de la tobera de cola del motor a reacción. Usaba peróxido de hidrógeno y combustible para reactores JP-4, y proporcionaba un empuje adicional de 22 kN (5000 lbf) en periodos cortos. El FJ-4F alcanzó velocidades de Mach 1,41 y altitudes de 21 600 m (71 000 pies).

### Redesignación
Con el nuevo sistema de designación adoptado en 1962, el FJ-4 se convirtió en el F-1E, y los FJ-4B en AF-1E. Los AF-1E sirvieron con unidades de la Reserva Naval de los Estados Unidos hasta finales de los años 60. La Armada y el Cuerpo de Marines recibieron un total de 1115 Fury de todas las variantes a lo largo de su tiempo de producción.

## Variantes

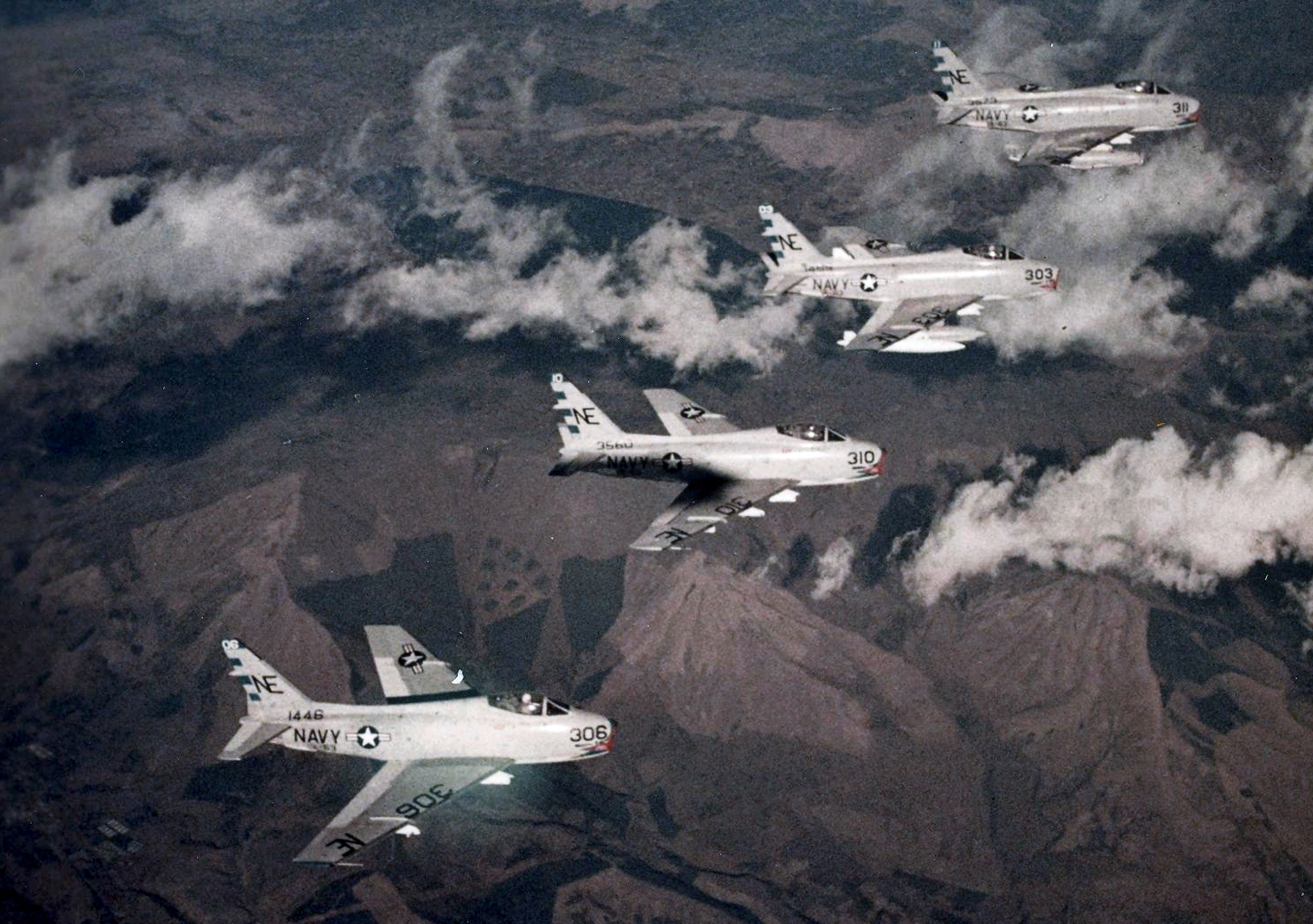
Cuatro FJ-4B del VA-63 en 1958.

Árbol de familia de las variantes de Sabre y Fury.

XFJ-4
Dos prototipos con motor J65-W-4 y fuselaje rediseñado.
YFJ-4
Un FJ-4 usado para pruebas de desarrollo.
FJ-4 Fury
Versión cazabombardero monoplaza, propulsado por un motor turborreactor Wright J65-W-16A de 34 kN (7600 lbf), 150 construidos.
FJ-4B Fury
Versión de apoyo cercano de ataque a tierra monoplaza, con seis soportes subalares, 222 construidos.
FJ-4F Fury
Aeronaves de pruebas y evaluación, equipados con un motor cohete y un depósito de combustible suplementario, 2 conversiones desde FJ-4.
F-1E Fury
Redesignación de los FJ-4.
AF-1E Fury
Redesignación de los FJ-4B.
AF-1F (NA-295)
Versión propuesta de ataque ligero con motor TF30, competidor del A-7; no construida.

## Operadores
Estados Unidos
- Armada de los Estados Unidos
- Cuerpo de Marines de los Estados Unidos

## Supervivientes

### En estado de vuelo
FJ-4B
- 143575: de propiedad privada en Wilson (Wyoming).[2][3]

### En exhibición
FJ-4A
- 139486: National Naval Aviation Museum, NAS Pensacola, Florida.[4]
- 139516: Historic Aviation Memorial Museum en Tyler (Texas).[5]

FJ-4B
- 139531: Pima Air & Space Museum, junto a la Base de la Fuerza Aérea Davis-Monthan en Tucson (Arizona).[6]
- 143557: Georgia Veterans Memorial State Park en Cordele (Georgia).[7]
- 143568: Wings of Freedom Aviation Museum en Horsham (Pensilvania).[8]
- 143610: The Buffalo and Erie County Naval & Military Park en Buffalo, New York.[9]

## Especificaciones (FJ-4)
Referencia datos: American Military Aircraft

### Características generales
- Tripulación: Uno (piloto)
- Longitud: 11,1 m (36,4 ft)
- Envergadura: 11,9 m (39 ft)
- Altura: 4,2 m (13,8 ft)
- Superficie alar: 31,5 m² (338,6 ft²)
- Peso vacío: 6000 kg (13 224 lb)
- Peso cargado: 9200 kg (20 276,8 lb)
- Peso máximo al despegue: 10 750 kg (23 693 lb)
- Planta motriz: 1× turborreactor Wright J65-W-16A.
  - Empuje normal: 34 kN (3467 kgf; 7644 lbf) de empuje.

### Rendimiento
- Velocidad máxima operativa (Vno): 1094 km/h (680 MPH; 591 kt) [11] a nivel del mar
- Alcance: 3250 km (1755 nmi; 2019 mi) con 2x depósito lanzable de 760 l y 2x misil AIM-9
- Techo de vuelo: 14 300 m (46 916 ft)
- Régimen de ascenso: 38,9 m/s (7659 ft/min)
- Carga alar: 341,7 kg/m² (70 lb/ft²)

### Armamento
- Cañones: 

  - 4x Colt Mk 12 de 20 mm (144 dpa, 578 disparos en total)
- Cohetes: 

  - 6x contenedor LAU-3/A de 70 mm
- Misiles: 

  - 4× AIM-9 Sidewinder

## Aeronaves relacionadas

### Desarrollos relacionados
- North American FJ-1 Fury
- North American FJ-2/-3 Fury
- North American F-86 Sabre
- North American F-100 Super Sabre

### Aeronaves similares
- CAC Sabre
- McDonnell F3H Demon
- Republic F-84F Thunderstreak
- Dassault Mystère IV
- Supermarine Scimitar
- Mikoyan-Gurevich MiG-17

### Secuencias de designación
- Secuencia NA-_ (interna de North American): ← NA-205 - NA-206 - NA-207 - NA-208 - NA-209 - NA-210 - NA-211 - NA-212 -- NA-217 - NA-218 - NA-219 - NA-220 - NA-221 - NA-222 - NA-223 -- NA-226 - NA-227 - NA-228 - NA-229 - NA-230 - NA-231 - NA-232 -- NA-241 - NA-242 - NA-243 - NA-244 - NA-245 - NA-246 - NA-247 - NA-248 - NA-249 - NA-250 - NA-251 - NA-252 - NA-253 - NA-254 -- NA-292 - NA-293 - NA-294 - NA-295 - NA-296 - NA-297 - NA-298 →
- Secuencia F_J (Cazas de la Armada estadounidense, 1922-1962 (North American, 1937-1962): FJ-1 - FJ-2/3 - FJ-4
- Secuencia F-_ (Cazas estadounidenses, 1962-presente): F-1 (C/D, E/F) - F-2 - F-3 - F-4 →